# Romanisme

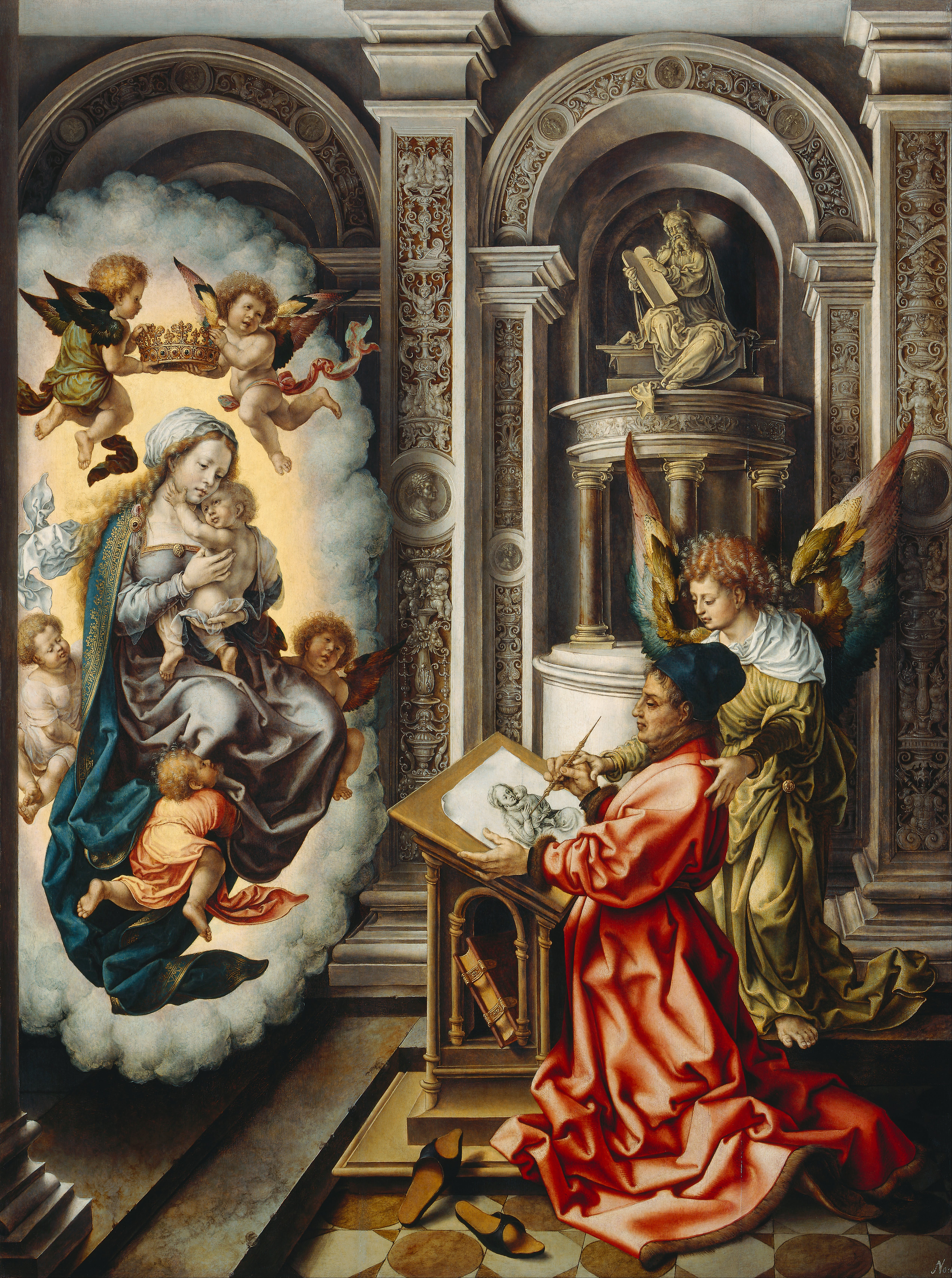
St. Lukas schildert de Madonna van Jan Gossaert

Met romanisme wordt door kunsthistorici een schilderstijl aangeduid van schilders uit de Lage Landen die in de 16e eeuw naar Rome waren gereisd en daar beïnvloed waren door de toonaangevende Italiaanse kunstenaars van die periode, zoals Michelangelo en Rafaël en zijn leerlingen. Bij hun terugkeer introduceerden deze Noordelijke kunstenaars, die aangeduid werden als romanisten, een renaissance-stijl, gebaseerd op wat zij in Rome hadden gezien. De stijl bleef van invloed tot het begin van de 17e eeuw, waarna zij werd verdreven door de barok.
Puttend uit mythologische verhalen introduceerden de romanisten nieuwe thema's in de Noordelijke kunst die appelleerden aan de belangstelling en de smaak van hun klanten met een humanistische opleiding. De romanisten schilderden vooral religieuze en mythologische onderwerpen, veelal met complexe composities en met naakte lichamen die op een anatomisch correcte manier, maar in gekunstelde poses werden weergegeven. Hun stijl komt de moderne toeschouwer in veel gevallen geforceerd en kunstmatig voor, maar zij waren eropuit om moeilijke onderwerpen weer te geven door middel van een worsteling met de vorm.

## Ontwikkeling van de term
De term 'romanist' werd bedacht door 19de-eeuwse kunsthistorici zoals Alfred Michiels en Eugène Fromentin, die een duidelijke verschuiving in de stijl van de Noordelijke schilderkunst in de 16e eeuw hadden opgemerkt, volgens hen veroorzaakt door kunstenaars die Italië hadden bezocht en die zij daarom romanisten noemden.
Terwijl de term aanvankelijk vooral werd gebruikt voor de groep die in de eerste helft van de 16de eeuw naar Rome reisde, verwezen sommige kunsthistorici zoals Jane Turner er later ook mee naar een tweede generatie kunstenaars die de reis maakten in de tweede helft van de 16e eeuw.

## De romanisten

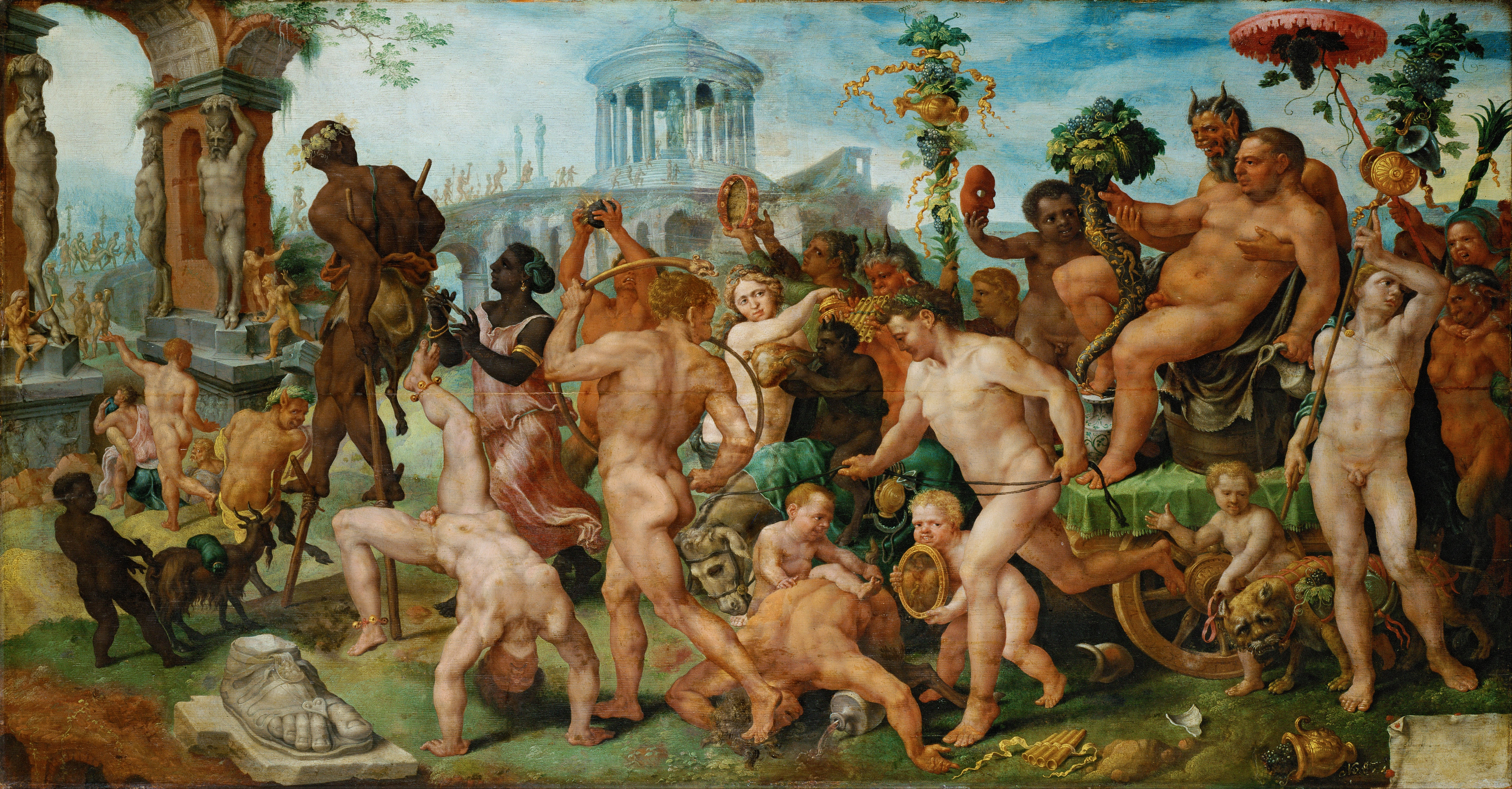
Triomftocht van Bacchus van Maarten van Heemskerck

Tot de eerste groep kunstenaars die naar Rome gingen om zowel de toenmalige Italiaanse kunst als de klassieke voorbeelden te bestuderen, worden meestal Jan Gossaert, Jan van Scorel, Maarten van Heemskerck, Pieter Coecke van Aelst, Lambert Lombard, Jan Sanders van Hemessen, Michiel Coxie en Frans Floris gerekend. Ook Bernard van Orley wordt meestal onder deze groep geschaard, hoewel hij waarschijnlijk nooit in Italië is geweest en zich alleen vertrouwd maakte met de Italiaanse stijl via prenten en kartonschilderingen van Raphael voor de pauselijke wandtapijten die in Brussel werden geweven.
Jan Gossaert was in 1508/9 een van de eerste Nederlandse kunstenaars die naar Rome reisden. Na zijn terugkeer naar de Noordelijke Nederlanden schilderde hij voornamelijk mythologische taferelen. Jan van Scorel werkte in Rome in de jaren 1522 en 1523, waar hij vooral onder de indruk was van Michelangelo en Raphael. Pieter Coecke van Aelst was waarschijnlijk in Italië vóór 1527. Jan Sanders van Hemessen reisde naar Italië in het begin van zijn carrière, rond 1520. Hier bestudeerde hij zowel voorbeelden uit de klassieke oudheid, zoals de Laocoön, als de contemporaine werken van Michelangelo en Rafaël. Michiel Coxie Mechelen verbleef langere tijd in Rome, ruwweg tussen 1529 en 1538. Hij werd het meest beïnvloed door Rafaël (vandaar zijn bijnaam de 'Vlaamse Rafaël ') en werkte na zijn terugkeer in een volledig Italiaanse stijl. Maarten van Heemskerck reisde naar Rome rond 1532, waar hij vele schilderijen en tekeningen produceerde naar het voorbeeld van de klassieke beeldhouwkunst. Na zijn terugkeer naar het noorden droeg zijn werk bij aan de verspreiding van een zeer Italiaanse stijl, met bijzondere nadruk op de anatomie van het naakte lichaam.

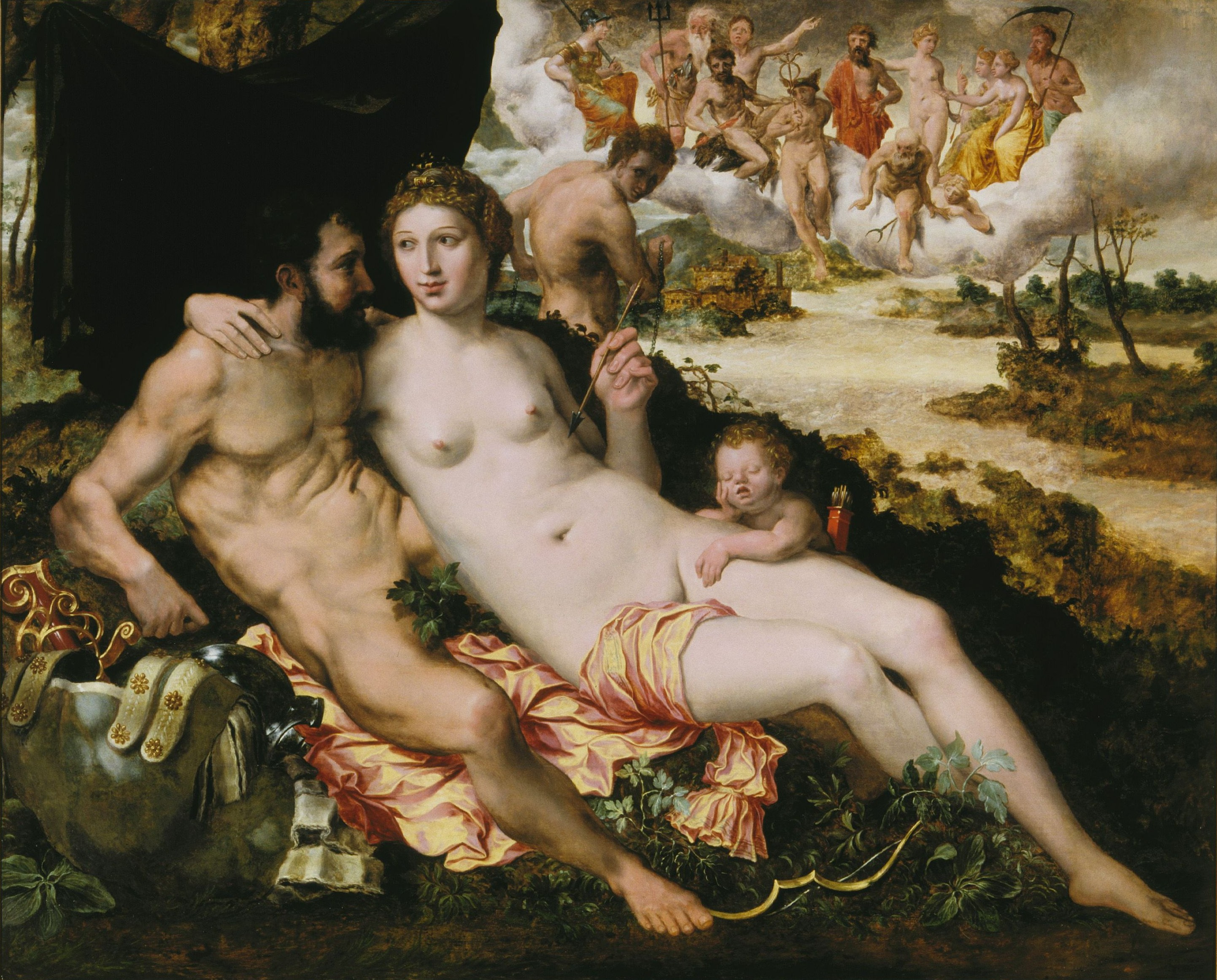
Venus en Mars van Frans Floris

Lambert Lombard uit Luik reisde naar Rome in 1537 en ontwikkelde invloedrijke theorieën over het classicisme. Misschien heeft hij zijn leerling Frans Floris aangemoedigd om ook in Rome te gaan om te studeren. Floris was in Rome vanaf ongeveer 1540 en werd vooral beïnvloed door Michelangelo en Giulio Romano. Hij werd bij zijn terugkeer een van de invloedrijkste romanisten in Antwerpen, en de nieuwe stijl maakte mede opgang dankzij zijn grote atelier en zijn vele studenten en volgelingen, onder wie Crispin van den Broeck, Frans Pourbus de Oudere, Lambert van Noort, Anthonie Blocklandt van Montfoort, Marten de Vos en de broers Ambrosius I en Frans Francken de Oudere.
Tot een tweede groep Noordelijke kunstenaars die naar Rome reisden in de tweede helft van de 16e eeuw behoorden Dirck Barendsz, Adriaan de Weerdt, Hans Speckaert en Bartholomäus Spranger. De laatste twee kunstenaars keerden niet naar huis terug, maar Spranger oefende wel grote invloed uit via andere Noordelijke kunstenaars die enige tijd doorbrachten aan het Praagse hof, waar hij werkte Deze latere generatie kunstenaars wordt meestal aangeduid als maniëristen. Ze hadden een beter gevoel voor verhoudingen en gebruiken een eenvoudiger vormentaal dan de eerste generatie romanisten.

## Italiaanse invloeden
De belangrijkste invloeden op de romanisten waren werken van Michelangelo (vooral zijn werk in de Sixtijnse kapel), van Rafaël (fresco's in de Stanze en Logge van het Vaticaan) en van Rafaëls leerlingen, zoals Giulio Romano, Polidoro da Caravaggio en Perino del Vaga. Ook de klassieke monumenten en artefacten in Rome werden door de Nederlandse kunstenaars in Rome bestudeerd en waren een grote bron van inspiratie.
Later oefenden andere Italiaanse steden een grote aantrekkingskracht uit, in het bijzonder Venetië, waar Domenico Tintoretto de belangrijkste inspiratiebron was. Rosso Fiorentino, Vasari en diverse beeldhouwers waren de Florentijnse kunstenaars tot wie de Noordelijke kunstenaars zich aangetrokken voelden, terwijl in Emilia Parmigianino en zijn volgelingen de favoriete voorbeelden waren.